# Private Investigations: The Best of Dire Straits & Mark Knopfler
Private Investigations: The Best of Dire Straits & Mark Knopfler è la terza raccolta di successi dei Dire Straits, e comprende anche canzoni da solista del frontman Mark Knopfler. È arrivata in terza posizione in Svezia e Portogallo, in quarta in Francia, in quinta in Norvegia e Danimarca, in settima in Spagna, in ottava in Grecia ed in decima in Irlanda. 

## Descrizione
La raccolta è uscita in edizione disco singolo e doppio, e contiene il singolo promozionale All the Roadrunning, anticipatore dell'omonimo album (in coppia con Emmylou Harris).
La compilation, oltre ai brani dei Dire Straits, comprende alcuni brani solisti di Mark Knopfler, tratti dagli album Sailing to Philadelphia, The Ragpicker's Dream e Shangri-La. Contiene, inoltre la versione in studio della strumentale Going Home, colonna sonora del film Local Hero, che in precedenza era apparsa soltanto in versione live in alcuni album dei Dire Straits.
A differenza delle prime due raccolte, questa è la prima dei Dire Straits a non includere brani dell'album Communiqué.

## Tracce

### Disco singolo
1. Sultans of Swing - 5:48
2. Love over Gold - 6:18
3. Romeo and Juliet - 6:00
4. Tunnel of Love - 8:11
5. Private Investigations (edit) - 5:51
6. Money For Nothing (edit) - 4:08
7. Brothers In Arms - 6:59
8. Walk of Life - 4:10
9. On Every Street - 5:03
10. Going Home (brano da Local Hero) - 5:02
11. Why Aye Man - 4:09
12. Boom, Like That - 5:49
13. What It Is - 4:55
14. All the Roadrunning (Mark Knopfler; Emmylou Harris) - 4:49

### Disco doppio
CD 1
1. Telegraph Road - 14:20
2. Sultans of Swing - 5:48
3. Love over Gold - 6:18
4. Romeo and Juliet - 6:00
5. Tunnel of Love - 8:11
6. Private Investigations - 5:51
7. So Far Away - 5:07
8. Money For Nothing - 8.24
9. Brothers In Arms - 6:59
10. Walk of Life - 4:10
11. Your Latest Trick - 6:29

CD 2
1. Calling Elvis - 6:24
2. On Every Street - 5:03
3. Going Home (brano da Local Hero) - 5:02
4. Darling Pretty - 4:43
5. The Long Road (Theme from Cal) - 7:19
6. Why Aye Man - 4:09
7. Sailing to Philadelphia - 5:53
8. What It Is - 4:55
9. The Trawlerman's Song - 5:02
10. Boom, Like That - 5:49
11. All the Roadrunning (Mark Knopfler; Emmylou Harris) - 4:49

## Classifiche
| Classifica (2005) | Posizione massima |
| ----------------- | ----------------- |
| Australia         | 35                |
| Austria           | 44                |
| Belgio (Fiandre)  | 14                |
| Belgio (Vallonia) | 32                |
| Danimarca         | 5                 |
| Finlandia         | 17                |
| Francia           | 4                 |
| Germania          | 36                |
| Grecia            | 8                 |
| Irlanda           | 10                |
| Italia            | 21                |
| Norvegia          | 5                 |
| Nuova Zelanda     | 17                |
| Paesi Bassi       | 23                |
| Portogallo        | 3                 |
| Regno Unito       | 20                |
| Spagna            | 7                 |
| Svezia            | 3                 |
| Svizzera          | 15                |